# Lycodes paucilepidotus
Lycodes paucilepidotus är en fiskart som beskrevs av Toyoshima, 1985. Lycodes paucilepidotus ingår i släktet Lycodes och familjen tånglakefiskar. Inga underarter finns listade i Catalogue of Life.